# Oldenlandia spermacocoides
Oldenlandia spermacocoides är en måreväxtart som först beskrevs av Ferdinand von Mueller, och fick sitt nu gällande namn av Ferdinand von Mueller. Oldenlandia spermacocoides ingår i släktet Oldenlandia och familjen måreväxter. Inga underarter finns listade i Catalogue of Life.